# گوستاف هگلین
گوستاف هگلین (انگلیسی: Gustaf Hagelin; ۵ اکتبر ۱۸۹۷ – ۱۳ دسامبر ۱۹۸۳) سوارکار اهل سوئد بود.